# Adjutor Ferguson
Pour les articles homonymes, voir Ferguson.
Adjutor A. Ferguson, né le 7 mai 1927 à Tracadie-Sheila au Nouveau-Brunswick et mort le 28 juillet 2004, est un gérant des ventes et un homme politique canadien.

## Biographie
Adjutor A. Ferguson est né le 7 mai 1927 à Tracadie-Sheila, au Nouveau-Brunswick et mort le 28 juillet 2004. Son père est Arthur P. Ferguson et sa mère est Alice McMahon. Il étudie au Collège Sacré-Cœur de Bathurst. Il épouse Thérèse Basque le 29 septembre 1947 et le couple a onze enfants.
Il est député de Gloucester à l'Assemblée législative du Nouveau-Brunswick de 1967 à 1978 en tant que libéral.
Il est membre de la Chambre de Commerces de Tracadie et des Chevaliers de Colomb.